# Jens Lorentzen
Jens Lorentzen (født 1882, død 1931) var en dansk gymnast, som deltog i de olympiske mellemlege 1906. 
Ved legene vandt han sammen med 17 andre danske deltagere sølvmedalje i holdgymnastik, I konkurrencen deltog seks hold, og vindere blev Norge med 19,00 point, mens danskerne fik 18,00 og et italiensk hold fra Pistoja/Firenze vandt bronze med 16,71 point.